# Copula sivickisi
Copula sivickisi is een tropische kubuskwal uit de familie Tripedaliidae. De kwal komt uit het geslacht Copula. Copula sivickisi werd in 1926 voor het eerst wetenschappelijk beschreven door Stiasny. 